# Drupadia sumptuosa
Drupadia sumptuosa är en fjärilsart som beskrevs av Lambertus Johannes Toxopeus 1934. Drupadia sumptuosa ingår i släktet Drupadia och familjen juvelvingar. Inga underarter finns listade i Catalogue of Life.